# Arthur Kullmer
Arthur Kullmer, nemški general, * 27. avgust 1896, † 28. marec 1953.